# Wieża Zygmuntowska na Wawelu
Wieża Zygmuntowska – wieża w katedrze na Wawelu, druga co do wielkości, została wzniesiona w 1 połowie XIV wieku jako baszta obronna.

## Historia
Do 1 ćwierci XV wieku była wieżą obronną wchodzącą w skład fortyfikacji wawelskich. Za rządów biskupa Wojciecha Jastrzębca przeszła na własność katedry wawelskiej wraz z przyległymi murami zostając włączona w obręb kościoła. Zawieszono w niej cztery katedralne dzwony i przekształcono w dzwonnicę. W XVI wieku wieżę podwyższono, aby móc zawiesić Dzwon Zygmunt. Powstała wówczas dębowa konstrukcja wsporcza, nie stykająca się z murami wieży, zachowana do dziś.  W latach 1895–1899 prowadzono prace nad konserwacją wieży, którą przykryto nowym hełmem projektu Sławomira Odrzywolskiego. Hełm łączy w sobie elementy różnych stylów.

## Dzwony
Na wieży zawieszonych jest obecnie 5 dzwonów:
| Nazwa     | Masa    | Średnica | Rok odlania | Odlewnia                          |
| --------- | ------- | -------- | ----------- | --------------------------------- |
| Zygmunt   | 9650 kg | 242 cm   | 1520        | Hans Behem                        |
| Stanisław | 6000 kg | 189 cm   | 1463        | nieznana*                         |
| Kardynał  | 3400 kg | 160 cm   | 1455        | nieznana*                         |
| Urban     | 2628 kg | 167,5 cm | 1757        | Johannes Weidner & Samuel Scholtz |
| Wacław    | 1800 kg | 139 cm   | 1462        | nieznana*                         |

### Dzwon Stanisław
Zwany również Tęczyński, Półzygmunt. Ufundowany w roku 1463 przez kasztelana krakowskiego Jana Tęczyńskiego w intencji zbawienia duszy jego zamordowanego brata Andrzeja. Do jego wykonania użyto materiału ze starszego dzwonu Nawoja. Nazwany imieniem świętego Stanisława, patrona katedry i Polski.  

### Dzwon Kardynał
Odlany w roku 1455 z fundacji Kapituły Katedralnej i dedykowany kardynałowi Zbigniewowi Oleśnickiemu. Uszkodzony w XIX wieku przez oderwany fragment serca Dzwonu Zygmunt.  

### Dzwon Urban
Ufundowany przez Kazimierza Wielkiego około roku 1364. Nazwany imieniem papieża Urbana V w dowód wdzięczności za jego zgodę na utworzenie Akademii Krakowskiej. Początkowo zawieszony w Niepołomicach, przeniesiony przez kardynała Zbigniewa Oleśnickiego na Wawel około roku 1450. Od wieków był najczęściej używanym dzwonem katedry. Był trzykrotnie przelewany, po raz ostatni w roku 1757 i w tej postaci dotrwał do czasów obecnych. Wśród licznych dekoracji na dzwonie wyróżnia się pobożne wezwanie: „Strzeż nas Panie, jak źrenicy oka”, które jest intencją twórców dzwonu.
W 2022 roku dzwon został wyremontowany i przywrócony do użytku, od tej pory dzwoni co niedzielę o godzinie 9:50 oraz w ważniejsze uroczystości z Dzwonem Zygmunt.

### Dzwon Wacław
Zwany też Głownik, Homicidalis. Odlany około roku 1460 z fundacji Kapituły Katedralnej i jej kanonika Jakuba z Sienna. Nazwany na cześć świętego Wacława, patrona katedry. Nazwa Głownik przylgnęła do niego w 1462 roku, gdy bił podczas ścinania mieszczan skazanych za zabójstwo wojewody Andrzeja Tęczyńskiego.

## Galeria

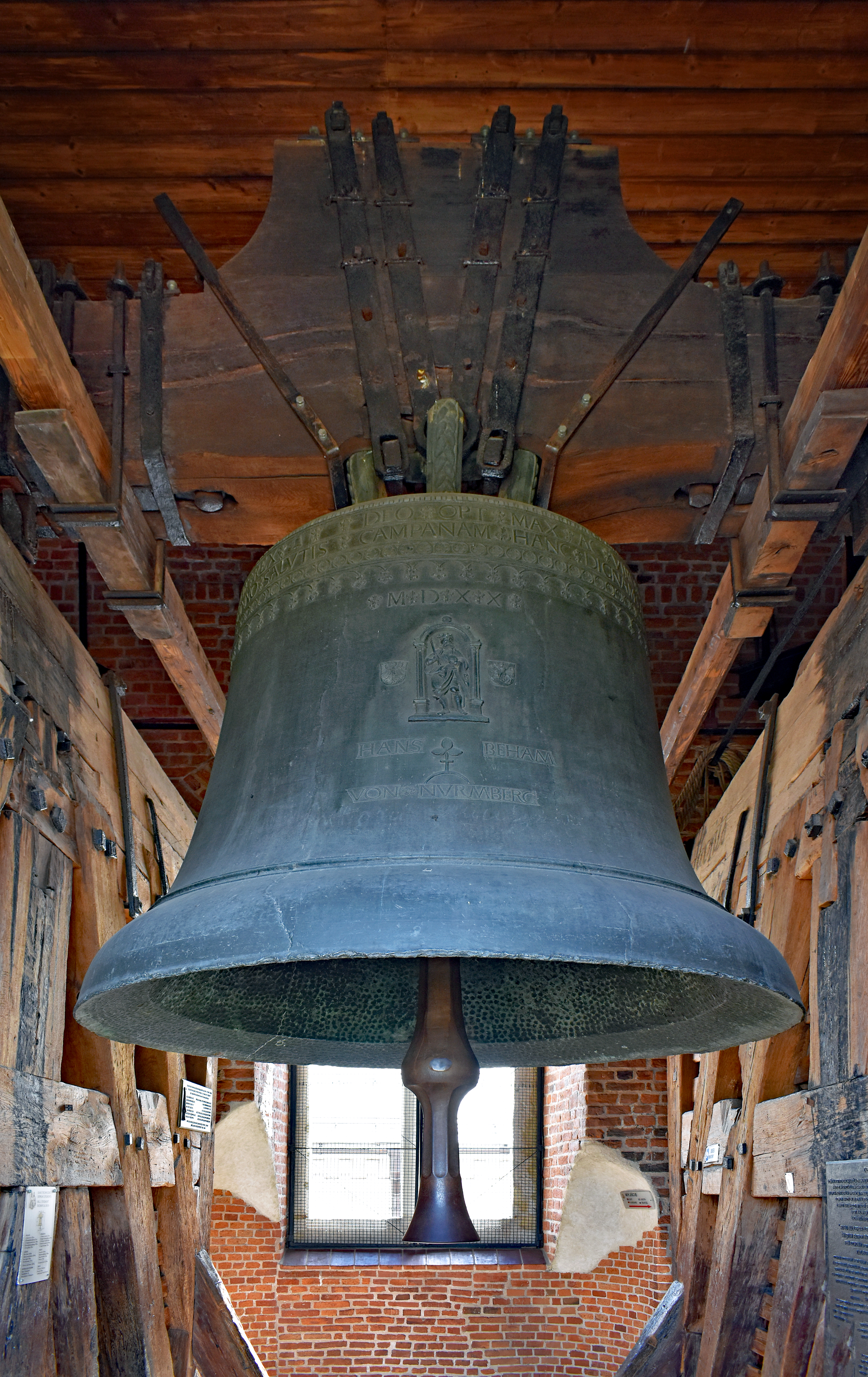
Dzwon Zygmunt
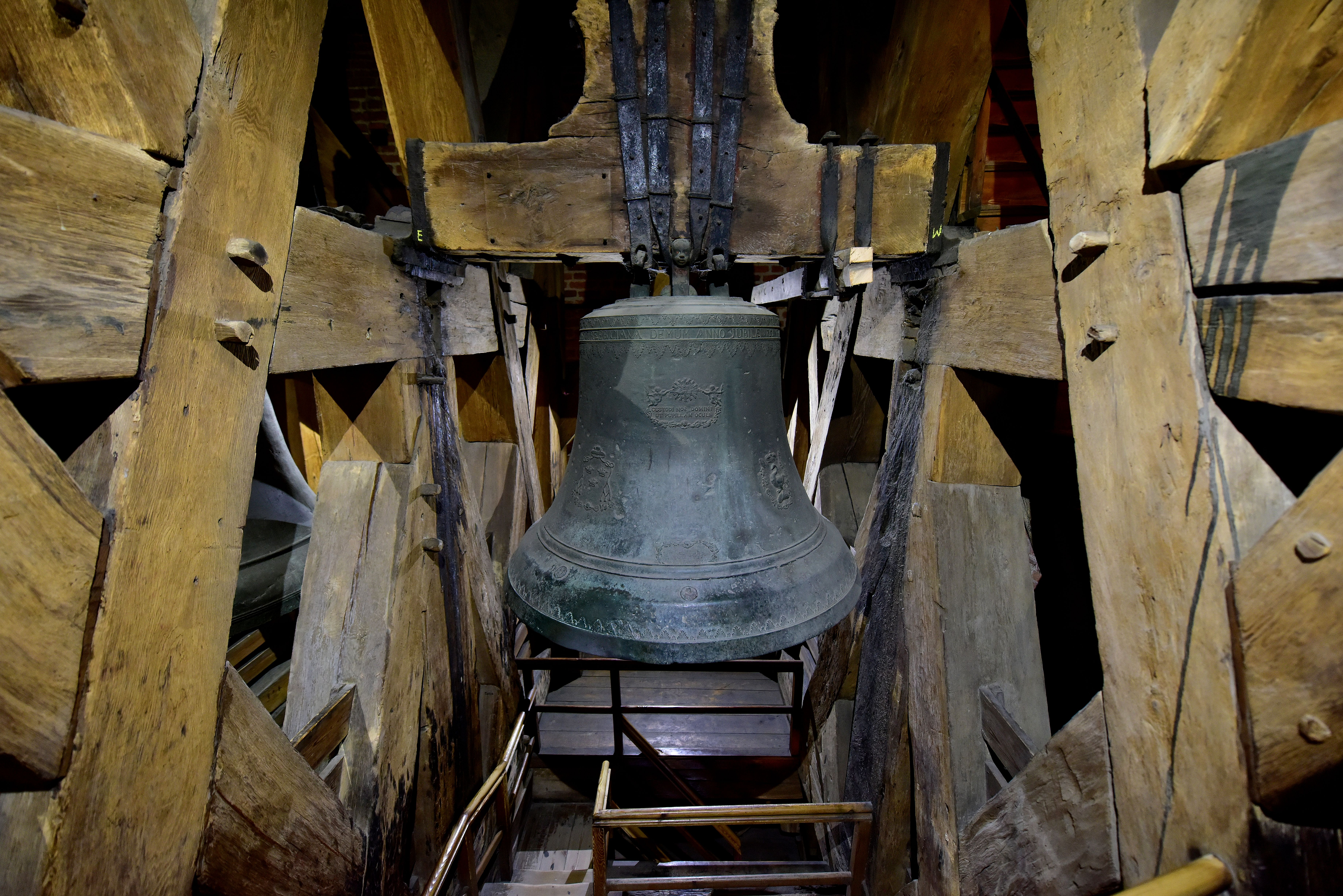
Dzwon Urban
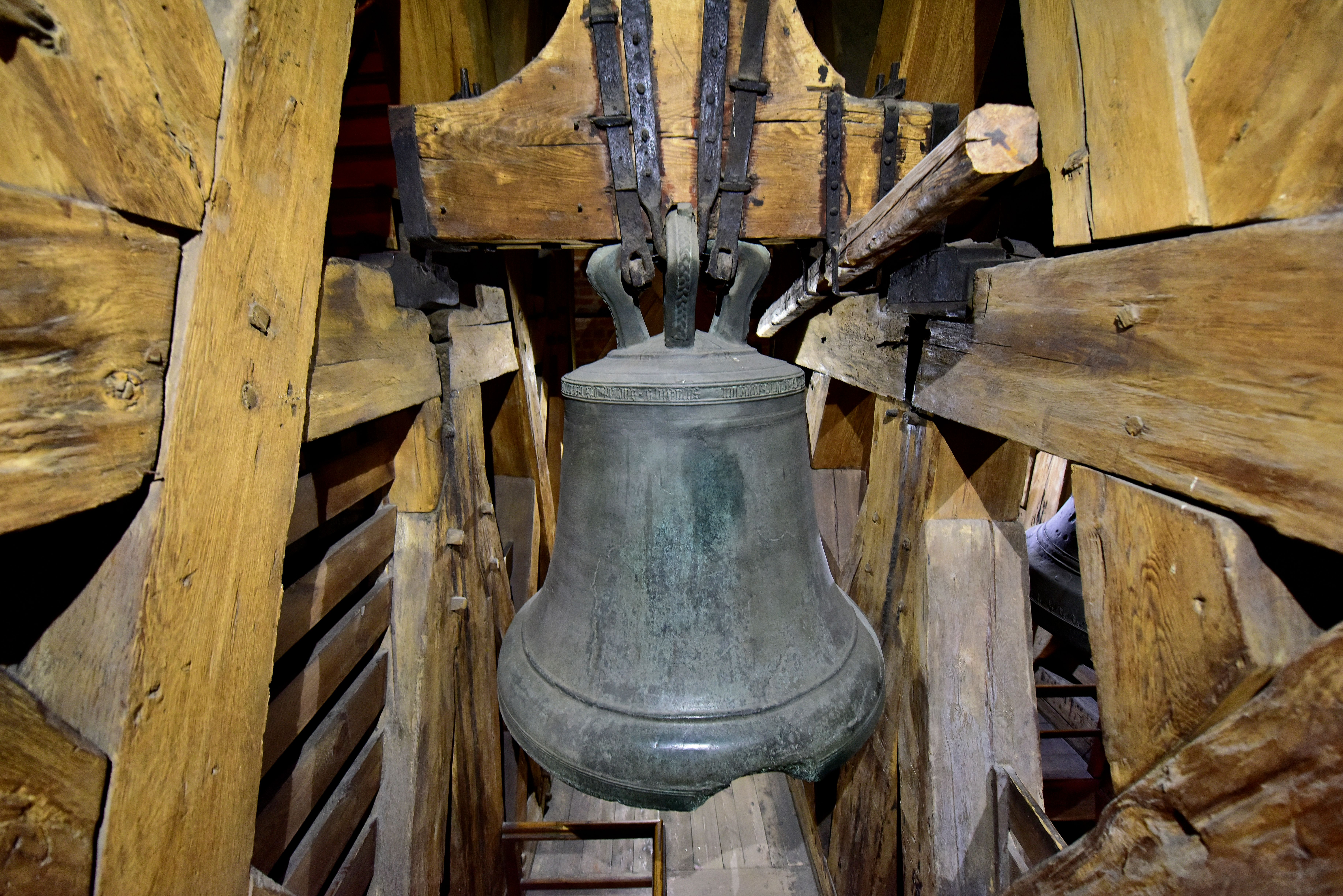
Dzwon Kardynał
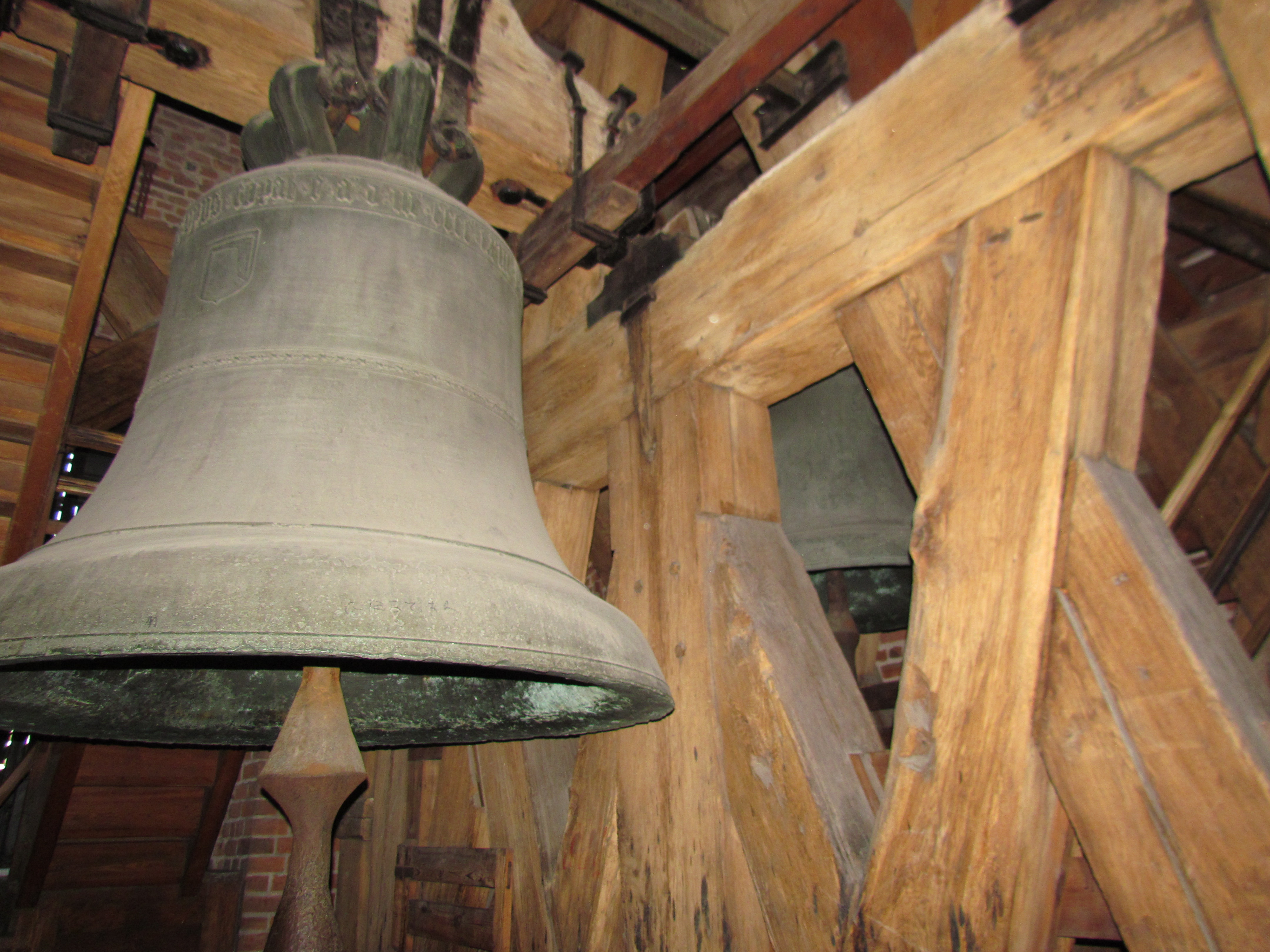
Dzwon Stanisław i dzwon Wacław
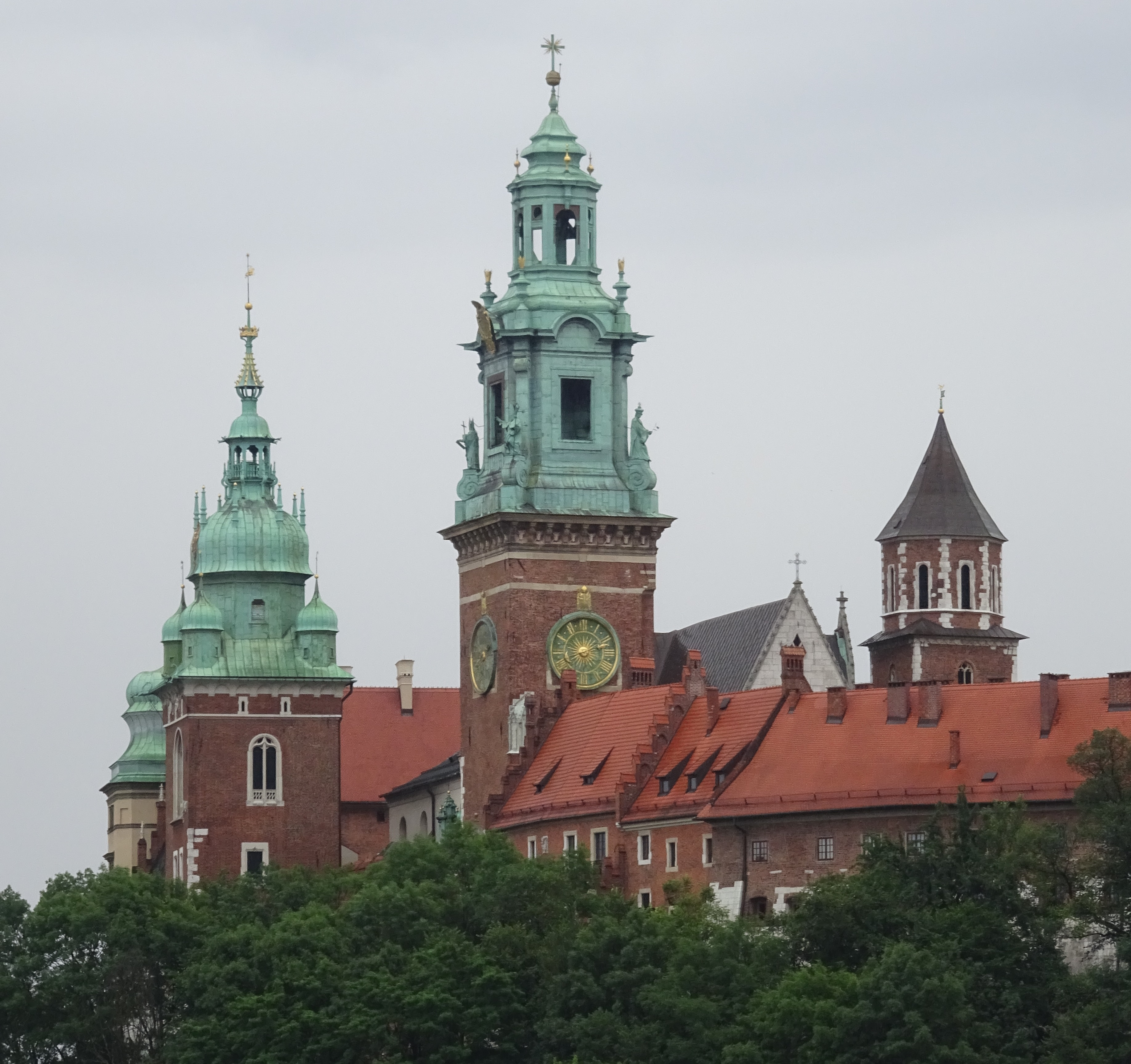
Wieża Zygmuntowska (po lewej), obok niej Wieża Zegarowa i Wieża Srebrnych Dzwonów